# Rudolf A. Mark
Rudolf A. Mark (1951) es un historiador alemán.
Es autor de obras como Symon Petljura und die UNR (1988), en la que aborda la figura de Simon Petliura y la República Popular Ucraniana, Galizien unter österreichischer Herrschaft. Verwaltung - Kirche - Bevölkerung (1994), un estudio de la región de Galitzia bajo el dominio austriaco, o Krieg an fernen Fronten. Die Deutschen in Zentralasien und am Hindukusch 1914-1924 (2013), un estudio sobre la presencia alemana en Asia Central y el Hindu Kush durante la Segunda Guerra Mundial y los años posteriores a esta, entre otras.